# مأساة الرفاه

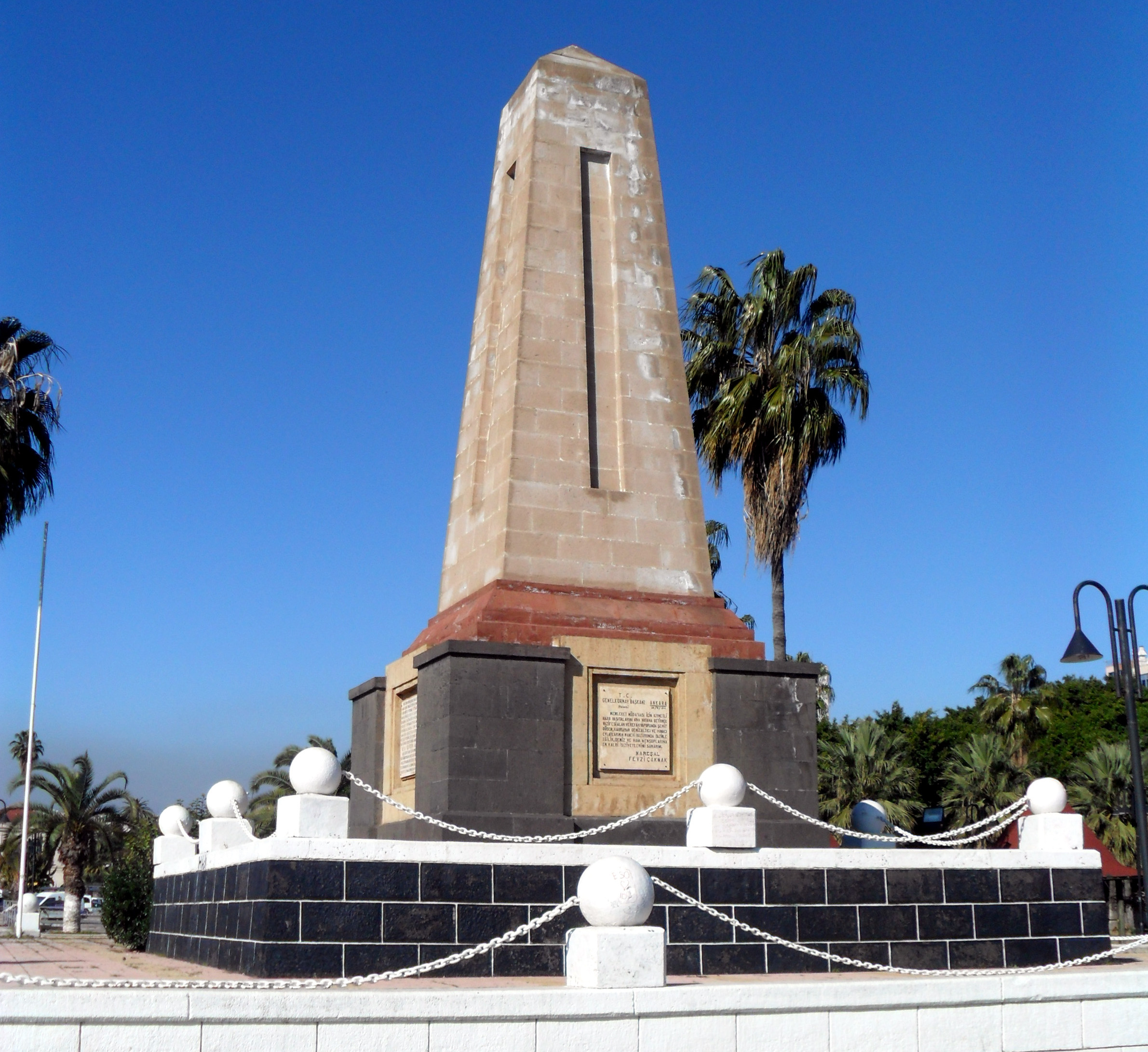
نفس النصب التذكاري لحادث الرفاه من الجنوب (النص المنقوش على النصب التذكاري هو رسالة فوزي تشاكماك، رئيس هيئة الأركان العامة)

مأساة الرفاه  ((بالتركية: Refah faciası)‏) كانت كارثة بحرية وقعت أثناء الحرب العالمية الثانية، حيث وقعت أحداثها في يونيو عام 1941، وذلك عندما تعرضت باخرة البضائع رفاه المحايدة التابعة لدولة تركيا، والتي كانت تنقل عسكريين أتراك من مرسين في تركيا إلى بور سعيد في مصر، للغرق في مياه البحر المتوسط الشرقية من خلال طوربيد تم إطلاقه من غواصة مجهولة. ولم ينج من العسكريين والبحارة الذين كانوا على متن السفينة والذين كان عددهم 200 فرد إلا 32 فردًا.

## الخلفية
حافظت تركيا على حيادها حتى العام الأخير في الحرب العالمية الثانية، لكن بسبب قربها من ساحات القتال، قررت حشد جيش جرار للدفاع عن الدولة في حالة تعرضها للهجوم. وفي المراحل الأولى للمعركة، كانت الحكومة التركية قد طلبت الحصول على أربع غواصات وأربع مدمرات  واثني عشر سفينة إبرار وطائرة من أجل أربع رحلات طيران من المملكة المتحدة.
وقد تأخر تسليم تلك المعدات بسبب الصعوبات التي واكبت وقت الحرب. ورغم ذلك، قررت بريطانيا إتاحة الغواصات والطائرات، خشية ميول السياسيين الأتراك لتأييد ألمانيا. وقد كان من المخطط له أن يتم تسليم وتدريب العسكريين في إنجلترا. وكان يعني السفر جوًا بشكل مباشر من تركيا إلى إنجلترا المرور عبر أوروبا التي كانت تسيطر عليها قوات ألمانيا النازية، لذا، تقرر أن يتجه العسكريون بحرًا إلى مصر (التي كانت تحت سيطرة بريطانيا في تلك الحقبة)، ثم إلى إنجلترا عبر الجو. وقد طلب البريطانيون أن تصل البعثة التركية إلى ميناء بورسعيد بحلول الخامس والعشرين من يونيو على الأكثر، من أجل الانضمام إلى القافلة البريطانية العائدة إلى الديار.

## السفينة
قامت الحكومة التركية بتأجير الباخرة رفاه، والتي كانت سفينة بضائع مملوكة لشركة بيرزلاي وبنيامين. وقد تم بناؤها في عام 1901 في ساندلاند في إنجلترا، وأبحرت تحت اسم بيرسيفيرانزا إلى أن تم تغيير اسمها إلى رفاه (والتي تعني بشكل حرفي: الرفاهية) في عام 1931 على يد مالك تركي. وقد كانت السفينة التي وزنها 3805 أطنان بطول 102.20 م (335.3 قدم) وعرض 14.80 م (48.6 قدم) وسحب 7.00 م (22.97 قدم) وسرعة قصوى تصل إلى . وقد غادرت السفينة إسطنبول في السادس عشر من يونيو عام 1941، ووصلت بعد خمسة أيام إلى ميناء مرسين الموجود في جنوب شرق تركيا.
وقد قام القائد زكي إيسين، الذي تم تعيينه ليكون قائدًا للمهمة، بفحص سفينة شحن الفحم التي عمرها 40 عامًا، وقام برفع تقارير بالنتائج التي توصل إليها إلى السلطات في أنقرة: فالسفينة كانت تحتوي على كبائن وأسرة وحمامات غير كافية لعدد الركاب المقدر بـ 170 فردًا المتوقع أن تحملهم، ولم تكن السفينة تحتوي إلا على قاربي نجاة، كل منهما يسع 24 فردًا. وقد استنتج أن سفينة الشحن ليست ملائمة لرحلة من هذا النوع عبر البحر المتوسط.
وقد تم إجراء بعض التعديلات الطفيفة على السفينة بسرعة كبيرة قبل القيام بالرحلة. فقد تم تزويدها بالمزيد من الحمامات والكبائن والأسرة التي تم جلبها من الكلية البحرية في مرسين. وقد تم طلاء كلا جانبي هيكل الباخرة، بالإضافة إلى السطح المكشوف، بألوان العلم التركي. ومن أجل تأكيد هوية السفينة كسفينة تابعة لدولة محايدة حتى في فترات المساء، تمت إضاءة السفينة بإضاءة ساطعة.

## التطورات السياسية غير المتوقعة
في الثامن عشر من يونيو 1941، وقعت ألمانيا النازية وتركيا على ميثاق عدم الاعتداء الألماني التركي الذي تبع دعوة من أدولف هتلر من خلال خطابه الذي أرسله في الرابع من مارس عام 1941 إلى الرئيس التركي مصطفى عصمت أينونو. وفي نفس تلك الأثناء، كانت القوات الألمانية النازية قد اجتاحت دول البلقان كافة، وكانت تقف عند أبواب تركيا. وفي حين أن هذا الميثاق قد أغضب الحكومة البريطانية، إلا أن ألمانيا النازية وحلفاءها وفنلندا قد بدأت في الهجوم في الثاني والعشرين من يونيو على الاتحاد السوفييتي (في العملية التي أطلق عليها اسم عملية بارباروسا)، اعتمادًا على أمان الجبهة الجنوبية.

## الحادث
وصل عدد المشاركين في المهمة العسكرية التركية إلى 171 شخصًا، حيث اشتملت القائمة على 19 ضابطًا في البحرية التركية و72 من صغار الضباط و58 بحارًا و20 طالبًا في أكاديمية القوات الجوية التركية بالإضافة إلى مدنيين. وقد كانت السفينة تقل 28 من أفراد الطاقم. وقد ركب ضابط اتصال بريطاني على متن السفينة قبل مغادرتها مباشرة، وقد منح قائد السفينة عزت دالجاكيران البيانات اللازمة لمسار السفينة.
وفي الثالث والعشرين من يونيو، في الساعة الخامسة والنصف بالتوقيت المحلي، رفعت سفينة الرفاه مرساتها، وأبحرت تجاه بورسعيد في مياه شرق البحر المتوسط بإجمالي 200 شخص على متنها. وقد كانت تركيا تتخذ موقفًا محايدًا، لذا، كانت الرحلة تعتبر آمنة، ولم تكن هناك أي سفن حربية ترافق السفينة.
وتقريبًا حوالي الساعة العاشرة والنصف مساءً، أثناء تناول الركاب طعامهم في مختلف أرجاء السفينة، حدث انفجار عندما كانت السفينة على مسافة حوالي 10 ميل بحري (19 كـم) إلى الشرق من قبرص. فقد أصيبت بطوربيد تم إطلاقه من غواصة مجهولة. وقد غمرت المياه السفينة وبدأت في الغرق.
وحسب رواية الناجين، الذين قاموا بعد ذلك برواية الأحداث التالية لذلك، سقط أحد قوارب النجاة في البحر وبه بعض الأشخاص النائمين. وقد توقف النظام الكهربي بالسفينة عن العمل، وتعطل جهاز اللاسلكي بها، وبالتالي تعذر إرسال أي نداء استغاثة. وقد سقط بعض الركاب في المياه، بينما قفز البعض الآخر طواعية فيها. وقد أتى الملازم نوزت إيرول إلى قارب النجاة الآخر وهو يحمل مسدسًا في يده، وقام بإدارة عملية إنقاذ لعدد 24 راكبًا. ومع ذلك، تعذر تشغيل قارب النجاة، نظرًا لفشل تشغيل مرابط الإرساء. وفي نفس الأثناء، تسلق بعض الأشخاص الموجودين في المياه السفينة، حيث إنهم لم يكونوا يتوقعون أن تغرق على الفور. وقد حاولت الأشخاص تفكيك أبواب الحمامات الخشبية وأغطية التثبيت لاستخدامها كعوامات. وقد قال محيتين دارجا، أحد الناجين، في لقاء عقد في عام 1983، أنهم انتظروا على متن السفينة التي كانت تغرق حتى الساعة الثانية، ثم قفزوا في قارب النجاة، وقد كانت السفينة منخفضة للغاية في المياه في ذلك الحين لدرجة أن قارب النجاة كان يلمس سطح السفينة. وبعد أربع ساعات تقريبًا من الانفجار، انقسمت السفينة إلى جزأين وغرقت في البحر.
وقد أضاف دارجا أن الضابط الإنجليزي كان يرتدي سترة نجاة، ولكنه لم يتمكن من ركوب قارب النجاة. وقد علم بعد ذلك أن هذا الضابط البريطاني من بين المفقودين. وقد غرق أغلب الأشخاص الذين قفزوا في البحر. وقد أنقذ الأشخاص الموجودين في قارب النجاة ثلاثة أو أربعة ضحايا من البحر. وقد استخدموا مجداف قارب النجاة كسارية كما استخدموا بطانية كشراع. ورغم أنهم لم يكونوا يبتعدون عن قبرص إلا بمسافة 10 ميل بحري (19 كـم)، إلا أن الرياح الجنوبية جرفتهم إلى الساحل التركي. وأولئك الذين تعلقوا بالعوامات المؤقتة تم إنقاذهم من خلال القوارب التي وصلت إلى مكان الحادث، في حين أن الآخرين الذين تركوا عواماتهم وسبحوا بعيدًا عنها قد غرقوا. وقد وصل 28 شخصًا ممن كانوا على متن قارب النجاة إلى الساحل التركي بالقرب من منارة كاراتاس بعد 20 ساعة.
ولم تكن المأساة قد ذاع خبرها حتى تلك اللحظة. وقد تم توجيه طيارة عسكرية وزوارق آلية على الفور إلى موقع الحادث. وقد تم إجراء بحث طوال اليوم. ومع ذلك، لم يتم إنقاذ أكثر من أربعة ناجين آخرين. ومن بين 200 شخص كانوا على متن السفينة، حصدت الكارثة أرواح 168 شخصًا بشكل إجمالي، في حين نجا 32 شخصًا فقط.

## النتائج المترتبة
كانت تركيا قد أعلنت عن حيادها في الحرب إحدى عشرة مرة قبل الحادث، ولم تعلن أي دولة مسئوليتها عن الهجوم على السفينة التركية. وقد قال السفير البريطاني في تركيا، السير هاف ناتشبول هاجسين، إن الهجوم نجم عن غواصة ألمانية نازية أو إيطالية كانت تعمل في المنطقة. وقد نفت وكالة الأنباء الألمانية النازية دي إن بي هذا الادعاء. ولم يتسن التحقق من زعم آخر بأن سفينة رفاه قد تم إغراقها من خلال سفينة حربية فرنسية، اعتقدت بالخطأ أنها سفينة مصرية، لأن الركاب لم يروا أي سفينة حربية. وفي النهاية، تم اتهام البريطانيين بتدبير الحادث، إما لأنهم لم يكونوا يرغبون في توفير المعدات العسكرية التي طلبتها تركيا، أو لدفع تركيا إلى المشاركة في الحرب إلى جانب الحلفاء.
وحسب رواية قائد سلاح الجو المتقاعد حيدر جورسان، وهو أحد الناجين، تم إطلاق طوربيدين على السفينة من غواصة فرنسية. فقد طارت طائرة استطلاع فرنسية على مكان الحادث في الصباح التالي بدون إبلاغ السلطات التركية عن الحادث. وأضاف أن ضابطًا فرنسيًا أخبره في بيروت أن السفينة تم إغراقها على يد الفرنسيين، وقد تم تسجيل تلك المعلومات كذلك من خلال الاستخبارات الحربية. وبعد توارد أنباء عن الأنشطة البحرية في البحر المتوسط، اتضح أن هذه الغواصة المجهولة كانت تنتمي إلى فرنسا الفيشية. وفي صيف عام 1941، كانت قوات فرنسا الحرة وفرنسا الفيشية تتصارع على سوريا، وقد اعتقدت إحدى غواصات فرنسا الفيشية أن رفاه هي سفينة تابعة لفرنسا الحرة. وبعد ذلك، ورغم عدم صدور تصريحات رسمية بهذا الشأن، يعتقد أن الحكومة الفرنسية قد قامت بتقديم غواصتين من قواتها إلى تركيا كتعويض عن الحادث.
ومع ذلك، فإن الوثائق التي تم الكشف عنها مؤخرًا من الأرشيفات الإيطالية والألمانية تدعم رواية مختلفة. فقد أظهر تقرير تم نشره من خلال البحرية الإيطالية إحداثيات قامت فيها الغواصة الإيطالية أوندينا بمهاجمة السفن. ويتفق موقع غرق سفينة رفاه مع تلك المعلومات.

## التبعات السياسية والتعويض
بعد أن ذاع صيت الكارثة، أدت النقاشات في البرلمان التركي إلى فتح تحقيق في تلك القضية. وقد استقال وزير النقل جودت كريم إنسيداي ووزير الدفاع القومي سافيت أريكان من مجلس الوزراء في الثاني عشر من نوفمبر عام 1941. وقد خلصت نتائج تحقيقات البرلمان، التي اختتمت في الثامن عشر من ديسمبر، إلى براءة هذين الوزيرين. وقد أشار تحقيق إضافي إلى أن موظفي الخدمة المدنية المسئولين لم يكونوا مدانين في هذا الحادث.
وقد دفعت الحكومة التركية 4 آلاف ليرة تركية (TL) كتعويض لكل وارث قانوني للأشخاص الذين قتلوا في الكارثة، كما دفعت 800 ليرة تركية إلى كل ضابط بحري و400 ليرة تركية إلى كل ضابط صغير وطالب و100 ليرة لكل بحار نجا من الحادث.

## إحياء الذكرى
إحياءً لذكرى ضحايا تلك المأساة، تمت إقامة نصب تذكاري في منتزه أتاتورك في مرسين، والموجود بالقرب من ميناء مرسين.

## كتابات أخرى
- Gündeş, Osman (2006). Refah'ı Kim Batırdı (بالتركية). Denizler Kitabevi. p. 270. ISBN:975-00051-5-5.